# François-Alphonse Aulard

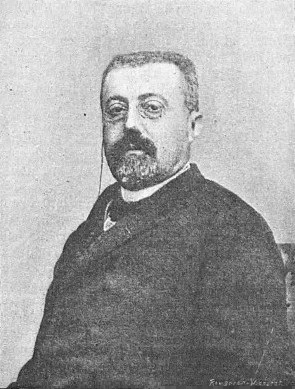
François Alphonse Aulard (1893)

François-Alphonse Aulard (* 19. Juli 1849 in Montbron; † 23. Oktober 1928 in Paris) war ein französischer Historiker.

## Leben
Aulard gehörte zu den führenden Historikern der Französischen Revolution. Er begründete die moderne Revolutionsgeschichtsschreibung und seine Schriften zerstreuten zahlreiche der Mythen, die die Revolution bis dahin umgeben hatten.

Aulard wurde 1877 promoviert. Er unterrichtete bis 1884 Französische Literatur in verschiedenen Provinzuniversitäten. 1879 begann er mit dem Studium der Französischen Revolution. 1887 wird er an die Universität von Paris auf den neuen Lehrstuhl für die Geschichte der Französischen Revolution berufen. Er spezialisierte sich auf die Dokumentation der revolutionären Epoche und gab verschiedene Dokumentensammlungen heraus. Die wichtige wissenschaftliche Zeitschrift La Révolution française, gegründet 1881 (sie erschien bis 1939), erschien ab 1888 (als Aulard Präsident der sie herausgebenden Société de l’Histoire de la Revolution Française wurde, was er bis zu seinem Tod blieb) ebenso unter seiner Aufsicht, wie verschiedene Memoiren von Revolutionären.
Auch politisch war Aulard aktiv. So war er Gründer und Präsident der Liga für Menschenrechte, die während der Dreyfus-Affäre gebildet wurde und Mitbegründer des Quotidien, einer unabhängigen demokratischen Zeitschrift. Er präsidierte 1927 dem Internationalen Kongress des Völkerbundes in Berlin.
Im Jahr 1924 wurde er als korrespondierendes Mitglied in die Russische Akademie der Wissenschaften aufgenommen.

## Schriften (Auswahl)
- Les Orateurs de l’Assemblée constituante. 1882 (2 Bände)
- Les Orateurs de la Législative et de la Convention, 1885
- Recueil des actes du comité de salut public. 1889–1904 (16 Bände)
- La Société des Jacobins. 1889–97 (6 Bände)
- Le culte de la raison et le culte de l’être suprême. 1793–1794 essai historique, Paris 1892; Scientia, Aalen 1975, ISBN 3-511-00194-3.
- Paris pendant la réaction thermidorienne et sous le directoire. 1898–1902 (5 Bände)
- Taine, historien de la Révolution française. 1901
- Histoire politique de la Révolution française, origines et développement, de la démocratie et de la république, 1789–1804. 1910 (4 Bände). In deutscher Sprache:
  - Politische Geschichte der französischen Revolution – Entstehung und Entwicklung der Demokratie und Republik 1789–1804. Eingeleitet von Hedwig Hintze, übersetzt von Friedrich von Oppeln-Bronikowski, zwei Bände, Duncker & Humblot, München 1924.